# Muntgalwesp
De muntgalwesp ook wel satijnknoopgalwesp (Neuroterus numismalis) is een vliesvleugelig insect uit de familie van de echte galwespen (Cynipidae). De wetenschappelijke naam van de soort is gepubliceerd in 1785 door Fourcroy.

## Galwespen
De vrouwelijke galwesp van de seksuele generatie is bruin en 1,8 tot 2,4 mm lang. Ze heeft doorzichtige vleugels en behaarde poten. Het mannetje is iets kleiner dan het vrouwtje. Het parthenogenetisch ontstane (agame) vrouwtje is 2,5 mm lang. Ze heeft een puntige, zwarte kop met lichtbruine ogen en lange, doorzichtige vleugels met donkerbruine aders en haren.

## Levenscyclus
In het vroege voorjaar komen uit de op de grond liggende satijnen knoopjesgallen de parthenogenetisch ontstane (agame) vrouwtjes, die hun onbevruchte eieren leggen in de uitlopende bladknoppen van eiken. De nu gevormde puistgallen zijn groen of grijsachtig, 3 mm groot en hebben in het midden een knobbeltje. Deze gallen hebben aan de bovenzijde en soms ook aan de onderzijde van het blad groeven, die vanuit een centraal punt aan alle kanten naar beneden lopen. Uit deze gallen komen midden in de zomer zowel vrouwtjes als mannetjes wespen. De vrouwtjes leggen in de late zomer de bevruchte eitjes op het eikenblad, waarna de satijnen knoopjesgallen op de onderzijde van de bladeren gevormd worden. Het zijn cirkelvormige, goudbruine, schijfvormige gallen met in het midden een holte. De gallen zijn met goudkleurige haartjes bedekt en worden ook als de bladeren afgevallen zijn nog groter door vergroting van de cellen en niet door celdeling. De gallen overwinteren op de afgevallen bladeren. Deze generatie galwespen had, voordat de volledige cyclus van de generatiewisseling bekend was, de naam Neuroterus vesicator.